# Nicolás Franco Pascual del Pobil
Nicolás Franco y Pascual del Pobil (Roma, 22 de octubre de 1937) es un naturalista y economista español que fue presidente del Consejo Internacional para la Conservación de la Caza y la Fauna Silvestre entre 1993 y 1999. Es sobrino carnal de Francisco Franco, ya que es el único hijo de su hermano mayor, Nicolás Franco.

## Biografía
Nicolás Franco nació en 1937 en Roma durante el tiempo que su padre era embajador de España en Italia. Su padre fue Nicolás Franco Bahamonde, el hijo mayor de Nicolás Franco y Salgado-Aráujo y María del Pilar Bahamonde y Pardo de Andrade, y era hermano de Francisco Franco, quien gobernó España de 1939 a 1975. Su madre fue María Isabel Pascual del Pobil y Ravello.
Amigo cercano de Juan Carlos I durante su exilio en Estoril, fue enviado a estudiar a Inglaterra en Downside School, un internado católico romano en Stratton-on-the-Fosse, donde permaneció desde 1953 hasta 1954.
Obtuvo su doctorado en Economía en el Centre d'Etudes Industrielles de Ginebra en 1959. Posteriormente, fue investigador asociado con Walter Adams en la Universidad Estatal de Míchigan.
Después de años de cacería por todo el mundo, fue elegido presidente del Consejo Internacional para la Conservación de la Caza y la Fauna Silvestre (CIC) en 1993, donde ejerció la mayor parte de la década de 1990.
Además de su carrera académica y en el ámbito de la conservación, Nicolás Franco también estuvo involucrado en la política española durante la dictadura franquista. Fue procurador en Cortes y miembro del Consejo Nacional del Movimiento en la última legislatura del franquismo. En el verano de 1974, se reunió con Santiago Carrillo, líder del Partido Comunista de España, en el restaurante Vert Galant en las afueras de París. La reunión fue organizada por una serie de contactos, incluyendo a José Mario Armero, presidente de la agencia de noticias Europa Press, y Teodulfo Lagunero, un empresario millonario y amigo personal de Carrillo.
Durante esta reunión, que se desarrolló en un tono cortés y cordial, Nicolás Franco y Santiago Carrillo discutieron sobre el futuro de España, asumiendo que el régimen franquista estaba llegando a su fin. Aunque Nicolás Franco no reveló claramente a quién representaba, se cree que actuaba en nombre del príncipe Juan Carlos, ya que en esos días Franco estaba gravemente enfermo. La conversación giró en torno a la posibilidad de restablecer la democracia en España, algo que, según Carrillo, era significativo viniendo de alguien tan cercano al régimen. También hablaron de la experiencia italiana con el Movimiento Social Italiano y de cómo podría desarrollarse una transición similar en España. Dada la controversia generada por los rumores acerca de dicha entrevista con el líder comunista, cuya existencia fue dada a conocer por la revista francesa Lui, en enero de 1975 Pascual del Pobil negó públicamente haberse reunido con Carrillo en París.
Se casó con Margarita Cerame, y tuvo a: 
- Nicolás Franco y Cerame, se casó con Carolina Martín Zamora, y tuvo a: 
  - Nicolás Franco y Martín
  - Pedro Franco y Martín